# Mike Grella

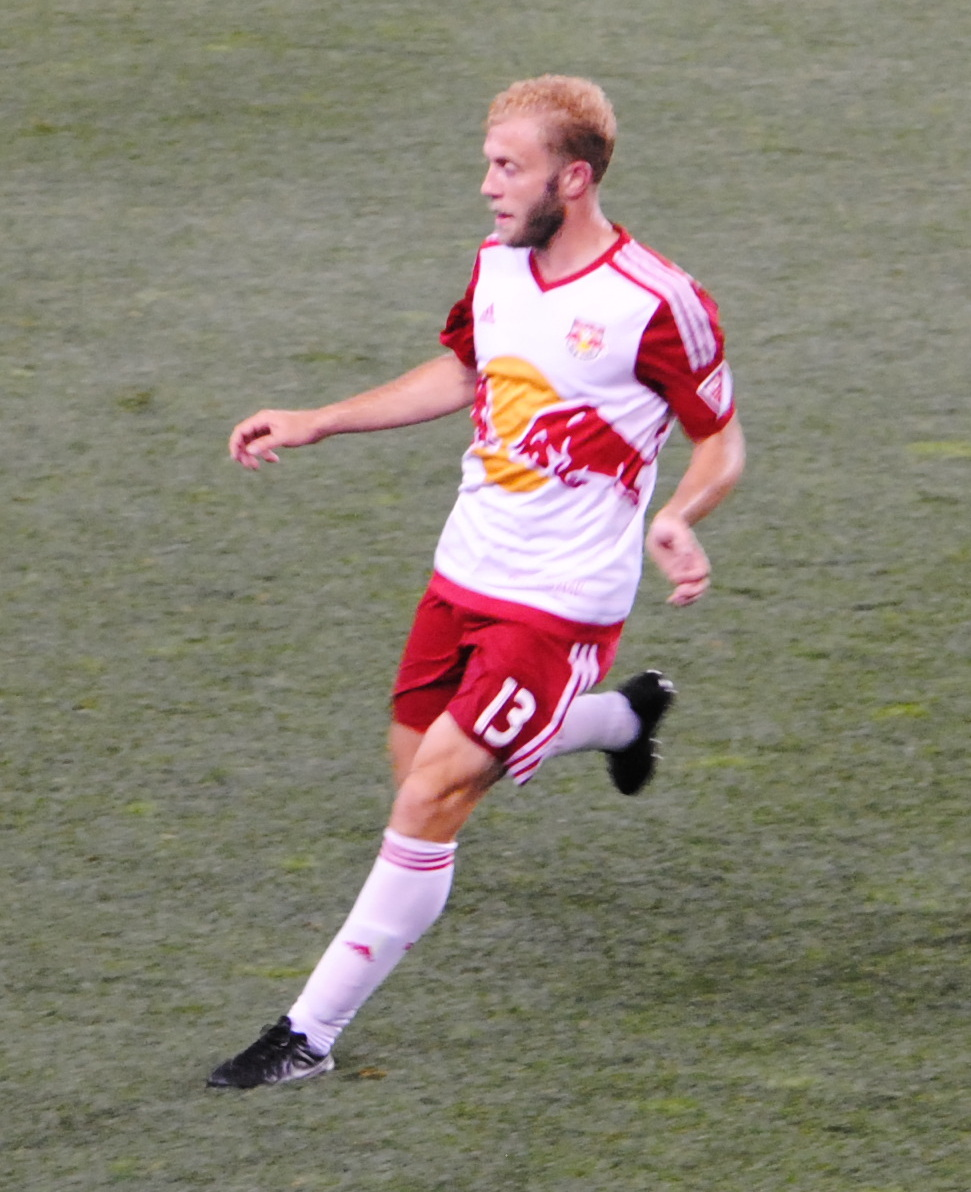
Mike Grella

Mike Grella (New York, 23 januari 1987) is een Amerikaans profvoetballer die bij voorkeur als linkermiddenvelder speelt.

## Loopbaan
Grella maakte zijn competitiedebuut op 14 februari 2009 voor Leeds United toen hij na 74 minuten mocht invallen voor Lee Trundle in de verloren wedstrijd tegen Huddersfield Town. Hij verruilde in december 2017 Colorado Rapids voor Columbus Crew.

## Statistieken
| Seizoen | Club                  | Land             | Competitie   | Duels | Doelp. |
| ------- | --------------------- | ---------------- | ------------ | ----- | ------ |
| 2008/09 | Leeds United          | Engeland         | League One   | 11    | 0      |
| 2009/10 | Leeds United          | Engeland         | League One   | 17    | 1      |
| 2010/11 | Leeds United          | Engeland         | Championship | 1     | 0      |
| 2010/11 | → Carlisle United     | Engeland         | League One   | 10    | 3      |
| 2010/11 | → Swindon Town        | Engeland         | League One   | 7     | 1      |
| 2011/12 | Brentford FC          | Engeland         | League One   | 11    | 0      |
| 2011/12 | Bury FC               | Engeland         | League One   | 10    | 4      |
| 2012/13 | Scunthorpe United     | Engeland         | League One   | 25    | 1      |
| 2013    | Viborg FF             | Denemarken       | Superligaen  | 2     | 0      |
| 2014    | Carolina RailHawks FC | Verenigde Staten | NASL         | 4     | 0      |
| 2015    | New York Red Bulls    | Verenigde Staten | MLS          | 37    | 9      |
| 2016    | New York Red Bulls    | Verenigde Staten | MLS          | 34    | 7      |
| 2017    | New York Red Bulls    | Verenigde Staten | MLS          | 8     | 0      |
| 2018    | Colorado Rapids       | Verenigde Staten | MLS          | 0     | 0      |
| 2018    | Columbus Crew         | Verenigde Staten | MLS          | 10    | 1      |
| Totaal  | Totaal                | Totaal           | Totaal       | 187   | 27     |